# Oviraptoridae

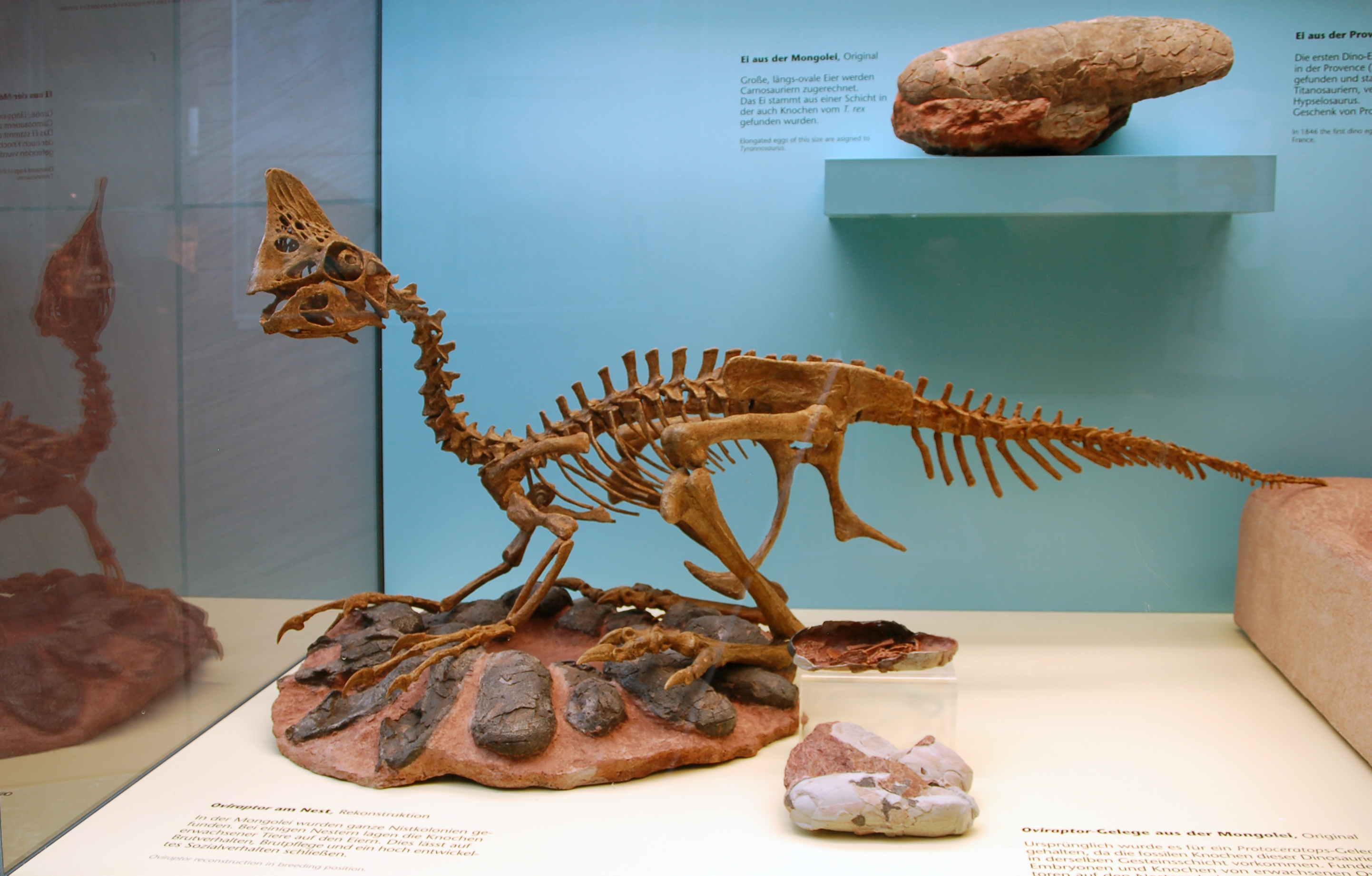
Skelet van een, nog onbenoemde, oviraptoride

De Oviraptoridae zijn een groep dinosauriërs behorend tot de groep Oviraptoroidea.
In 1976 benoemde Barsbold een familie Oviraptoridae. In 1998 gaf Paul Sereno voor het eerst een definitie als klade, die echter last had van bepaalde naamgevingsproblemen analoog aan die bij zijn definitie van de zusterklade  Caenagnathidae. In 2005 kwam Sereno met zijn laatste definitie: de groep bestaande uit Oviraptor philoceratops en alle soorten nauwer verwant aan Oviraptor dan aan Chirostenotes pergracilis. De Oviraptoridae en de Caenagnathidae vormen samen een strikte onderverdeling per definitie van de Oviraptoroidea. Per definitie behoren de Oviraptorinae tot de Oviraptoridae en vermoedelijk, maar niet per definitie, de Ingeniinae.
De groep bestaat uit Aziatische vormen uit het Late Krijt.
Een mogelijke indeling is de volgende:
- Oviraptorosauria
  - Oviraptoridae
    - Banji
    - Gigantoraptor
    - Luoyanggia
    - Microvenator
    - ?Nomingia
    - Shixinggia
    - Oviraptorinae
      - Oviraptor
      - Rinchenia
      - Nemegtomaia
      - Citipati

    - Ingeniinae
      - Heyuannia
      - Ajancingenia
      - Conchoraptor
      - Khaan

## Voortplanting
Van Aziatische oviraptoriden zijn nesten en eieren teruggevonden. Soms bevatten die nog een embryo. In 2021 werd een ei uit China beschreven, specimen YLSNHM01266, dat een van de meest gave embryo's bevatte dat ooit is aangetroffen. Het embryo was opgevouwen op een wijze die aan vogels deed denken, waarbij het zijn positie aan het herschikken was om uit het ei te breken.